# H-profiel

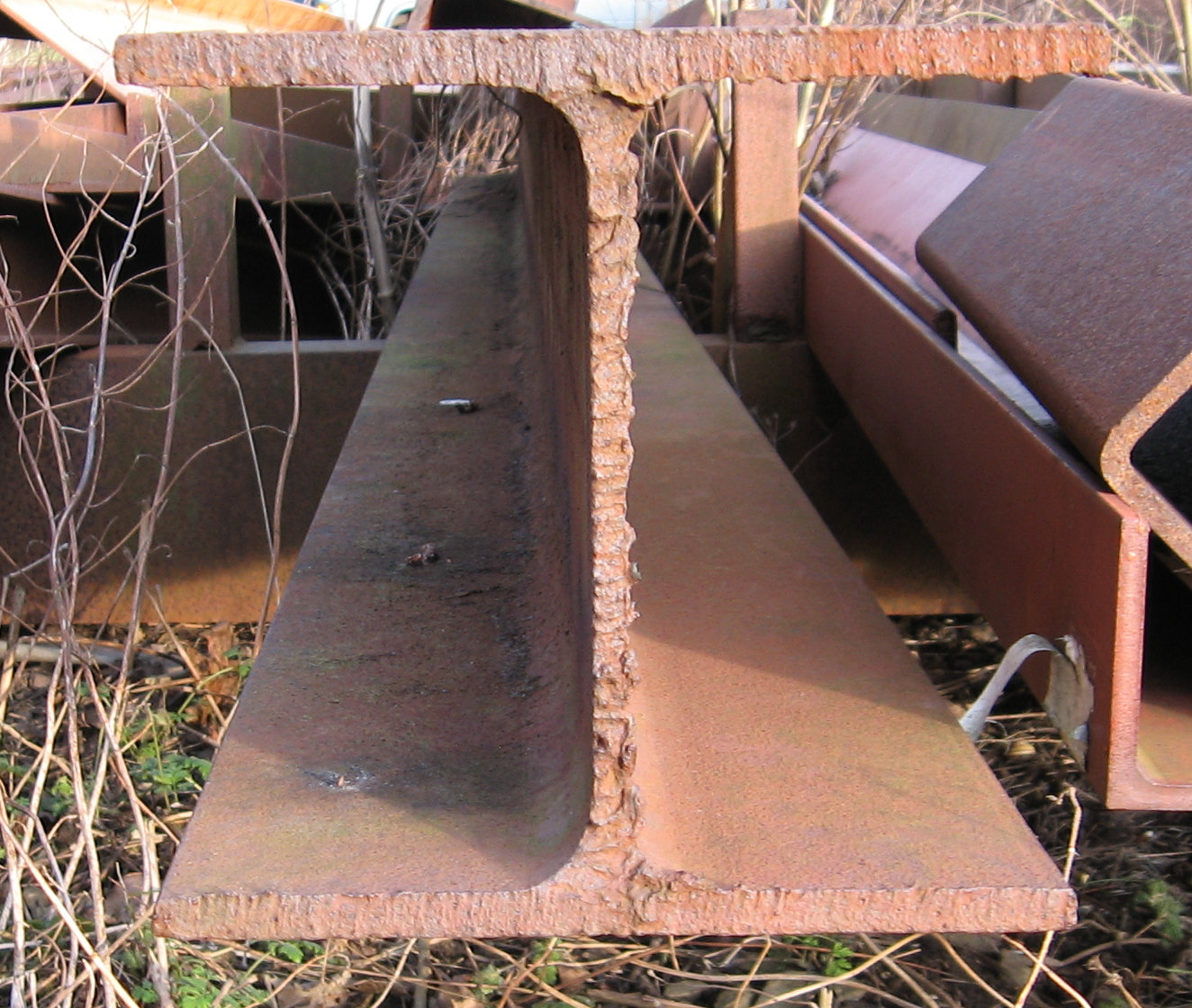
H-profiel. De twee horizontale delen zijn de flenzen, het tussenverbindende verticale deel heet het lijf

Een H-profiel is een stalen profiel (balk) in de vorm van de letter H. Ze worden breedflensprofielen genoemd ter onderscheiding van I-profielen. De Europese normalisatiebenamingen volgens de voormalige Euronorm 53-62 of DIN 1025 zijn: HEA-profiel, HEB-profiel en HEM-profiel. Het HEAA-profiel is niet genormeerd en is meestal niet standaard in de handel verkrijgbaar.
De oude benaming is IPB-profiel.

## Europese H-profielbenamingen
1. HEAA-profiel, de zeer lichte uitvoering. In principe walserijafmetingen, er bestaan wel tabellen.
2. HEA-profiel, de lichte uitvoering. Ze zijn genormaliseerd volgens DIN 1025-3.
3. HEB-profiel, de normale uitvoering. Ze zijn genormaliseerd volgens DIN 1025-2.
4. HEM-profiel, de zware uitvoering. Ze zijn genormaliseerd volgens DIN 1025-4.

HEA-, HEB- en HEM-profielen met dezelfde hoogteaanduiding hebben onderling een oplopende dikte van de flenzen en het lijf. De walsrollen zijn gelijk, zodat de afstand tussen de binnenvlakken van flenzen per cijferaanduiding van alle series gelijk is. Voor een HEB-profiel is de cijferaanduiding gelijk aan de hoogte: een HE200B heeft een hoogte van 200 mm. Voor een HEA-profiel is de hoogte kleiner, vanaf HE200A en hoger is dit standaard 10 mm, dus een HE200A heeft een hoogte van 190 mm. Voor HEM-profielen is de hoogte groter: een HE200M heeft een hoogte van 220 mm. Stijfheid en sterkte nemen met de hoogte toe.
HEA- en HEB-profielen zijn tot en met 300 even breed als de cijferaanduiding. Daarboven blijft de flensbreedte 300 mm. De flensbreedte van de HEM-serie is afwijkend, de maximale flensdikte is echter vanaf HE320M altijd 40 mm.

## Amerikaanse H-profielbenamingen
1. S-beam, standaard H-profielen.
2. W-beam, H-profielen met brede flenzen. De W staat voor wide, breed.

Dergelijke flenzen worden aangeduid met de letter S of W, gevolgd door twee getallen gescheiden door het symbool ×. Het eerste getal geeft, afgerond, de hoogte in inches; het tweede getal de massa van de flens in lb/ft. Een S 20 × 96 bijvoorbeeld heeft een hoogte van 20,3 inch, en een massa van 96 lb/ft.

## Staalkwaliteiten
Volgens EN 10025-2:2004 mag bij H-profielen onder andere van de volgende materialen gebruik gemaakt worden:
| vervallen norm EN 10025:1990 | oude benaming volgens DIN 17100 | nieuwe norm volgens EN 10025-2:2004 |
| S235JR                       | St 37-2                         | vervalt                             |
| S235JRG2                     | RSt 37-2                        | S235JR                              |
| S355J2G3                     | St 52-3U                        | S355J2                              |

De EN 10025-2:2004 staat ook andere kwaliteiten toe, maar zijn meestal alleen op bestelling te leveren.

## Oude DIN-benamingen
IPB-profiel is de DIN-benaming voor een HEB-profiel. Ze zijn genormaliseerd volgens DIN 1025-S235JR IPB360 of DIN 1025-1.0112-IPB360. De HEA wordt ook aangeduid als IPBl en HEM wordt aangeduid als IPBv. In Duitse tabellen wordt HEAA ook aangeduid als IPBll.

## Andere breedflensprofielseries
- HEC, afmetingen volgens PN-H-93452: 2005, niet standaard in de handel.
- HL breedflensprofiel met nog bredere flenzen. Bestaan vanaf een bepaalde minimumhoogte vanaf 1075 mm.
- HD breedflensprofielen, speciaal voor kolommen.
- HP breedflensprofielen, gebruikt voor funderingen, met name als damwand.
- Andere profieltypen, zie Profielstaal.